# Billy Howerdel
Billy Howerdel (Nueva Jersey, 18 de mayo de 1970) es miembro fundador, guitarrista, escritor y productor de la banda A Perfect Circle.
Howerdel ha trabajado como técnico de guitarras para Faith No More, Fishbone, David Bowie, The Smashing Pumpkins, Nine Inch Nails, Queen, Guns N' Roses, Tool y otras bandas.
En 1992 conoció a Maynard James Keenan y pasó a ocupar dicho puesto en Tool durante la grabación y gira de Ænima. En 1999 fundó A Perfect Circle e invitó a Keenan a participar como cantante.
Desde 2006, tras el paréntesis de A Perfect Circle, se encuentra envuelto en su proyecto en solitario llamado Ashes Divide, con la colaboración de Josh Freese, Devo Keenan -hijo de Maynard-  y Paz Lenchantin -exbajista de A Perfect Circle-, entre otros. Debutaron con su álbum de estudio Keep Telling Myself It's Alright con la discográfica American rock. El lanzamiento se produjo el 8 de abril de 2008 con su primer sencillo "The Stone", el cual comenzó a circular en enero del mismo año. 

## Discografía en solitario
- What Normal Was (2022)
- Datos: Q2350322
- Multimedia: Billy Howerdel / Q2350322